# Шмидт, Роберт (государственный деятель)
Ро́берт Шмидт (нем. Robert Schmidt; 15 мая 1864 — 16 сентября 1943) — немецкий государственный деятель времен Веймарской республики.

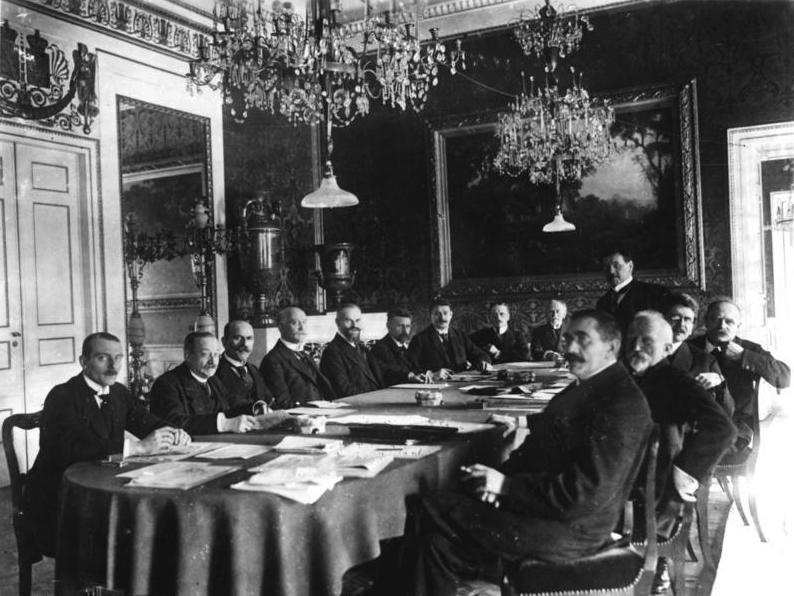
Первое заседание кабинета Шейдемана 13 февраля 1919 года в Веймаре. Слева направо: Ульрих Раушер, Роберт Шмидт, Ойген Шиффер, Филипп Шейдеман, Отто Ландсберг, Рудольф Виссель, Густав Бауэр, Ульрих фон Брокдорф-Ранцау, Эдуард Давид, Гуго Прейсс (стоит), Йоханнес Гисбертс, Йоханнес Белль, Георг Готгейн, Густав Носке

Родился в Берлине. По окончании школы, с 1878 по 1883 годы учился профессии фортепьянного мастера. В 1890 году он был выбран председателем профсоюза производителей фортепиано. В 1893—1903 годах являлся редактором социал-демократической газеты Vorwärts («Вперёд»). В 1903 году он был выбран в генеральную комиссию профсоюзов Германии.
В 1893—1898 и 1903—1918 годах Шмидт входил в число депутатов рейхстага Германской империи. А после ноябрьской революции вошёл в состав Веймарского учредительного собрания. Депутатом рейхстага он оставался вплоть до 1930 года.
В кабинете Шейдемана Шмидт был назначен министром продовольствия. В дальнейшем также неоднократно занимал министерские должности, а в правительстве Густава Штреземана Шмидт был вице-канцлером.